# Tahr d'Arabie
Genre
Espèce
Synonymes
- Hemitragus jayakari Thomas, 1894

Statut de conservation UICN

 EN C2a(i) : En danger
Le Tahr d'Arabie (Arabitragus jayakari) est une espèce de mammifères de la sous-famille des Caprinae (famille des Bovidae). Il était classé avec les autres Tahrs sous le genre Hemitragus, mais de récentes études de phylogénie moléculaire ont révélé qu'ils appartenaient à des groupes distincts. On lui a donc créé son propre genre Arabitragus.

## Description
L'animal de 23 kg a une durée de vie d'au moins 16 ans. Les deux sexes ont des cornes incurvées vers l'arrière. Le pelage est long et de couleur brun roux.
Ils vivent en petits groupes familiaux et non en troupeaux. Les naissances peuvent se produire toute l'année, après une gestation de 140-145 jours.

## Répartition et habitat
Le tahr se trouve jusqu'à 1 800 m d'altitude dans les Émirats arabes unis et en Oman. Il est en danger d'extinction par destruction de son habitat. Un programme de conservation de l'espèce dans les monts Hajar a été mis en place dès 1975.